# Henriette Ekwe Ebongo
Henriette Ekwe Ebongo (25 de diciembre de 1949) es una periodista, editora y activista política camerunesa. Fue galardonada con el Premio Internacional a las Mujeres de Coraje en 2011.

## Biografía
Ebongo es hija de un ex maestro de escuela que se convirtió en funcionario de aduanas. Completó sus estudios primarios y secundarios en Camerún, en particular en el prestigioso Lycée Leclerc de Yaundé. Luego continuó su formación en Tours y en París para completar un máster en historia.
Durante sus estudios superiores, Henriette Ekwe primero hizo campaña en la Fédération des étudiants africains de France (FEANF) y luego se unió a la Unión Nacional de Estudiantes Kamerunianos (UNEK). Fue entonces cuando se unió al Manidem (Movimiento Africano para la Nueva Independencia y la Democracia) creado en 1974 y luego a la UPC (Unión de las Poblaciones de Camerún) en el exilio, en 1975. Allí recibió formación política, con, según sus palabras, «misiones, pruebas, con vistas a la lucha clandestina, con la perspectiva de la lucha armada si no había otra salida». Henriette regresó a Camerún tras la llegada al poder de Paul Biya, que prometió una apertura democrática, y es una de las representantes clandestinas de la UPC en Camerún. En concreto, se encargó de publicar Kamerun Nouveau, el órgano de la UPC.
Ebongo lleva toda una vida promoviendo la libertad de prensa, los derechos humanos, la libertad de expresión, la buena gobernanza y la igualdad de género. Participó activamente en la lucha contra la dictadura en la década de 1980, y en la actual campaña contra la corrupción gubernamental, la discriminación de género y los abusos contra los derechos humanos. Durante este tiempo ha sufrido represión, torturas y ha sido llevada ante tribunales militares.
En febrero de 1990, fue detenida en el caso «Yondo Black». Según Albert Mukong, co-detenido de Anicet Ekane con quien fue detenida, Anicet Ekane y Henriette Ekwe fueron muy incisivos contra las autoridades durante su juicio, y fueron especialmente maltratados por la policía y la administración penitenciaria. Absuelta finalmente, colaboró en la creación de la Coordinadora de Partidos de la Oposición, que se hizo pública en noviembre de 1990.
En diciembre de 1998 se inició una causa penal contra ella, Séverin Tchounkeu, redactor jefe de La Nouvelle Expression, y John Fru Ndi, presidente del principal partido de la oposición. Finalmente fue absuelta. Anteriormente, participó en la creación del Sindicato de Periodistas de Camerún a mediados de la década de 1990, del que llegó a ser vicepresidenta, y en la creación de una rama camerunesa de Transparencia Internacional antes de dimitir, condenando la cercanía de la asociación al gobierno camerunés.
En 2011, recibió el Premio Internacional a las Mujeres de Coraje del Departamento de Estado de Estados Unidos. Lanzó su propio periódico «Bebela» en 2011, pero su publicación se interrumpió por dificultades financieras. También fue columnista en Équinoxe TV durante muchos años. Gracias a sus apariciones y colaboraciones en tertulias dominicales, se ha convertido en una de las principales figuras públicas de Camerún.